# Messfahrzeug (Gefahrenabwehr)
Die Feuerwehren und die Analytische Task Force verwenden, teilweise für den Bevölkerungsschutz, verschiedene Messfahrzeuge zur Gefahrenabwehr, die nicht alle genormt sind. Des Weiteren existierten früher spezielle Messfahrzeuge der Warnämter im Rahmen des bundesdeutschen Zivilschutzes.

## CBRN-Erkundungswagen
Der CBRN-Erkundungswagen (CBRN = chemische, biologische, radiologische und nukleare Gefahren) (seit 1. April 2014, CBRN ErkW), vormals ABC-Erkundungskraftwagen (ABC-ErkKW) genannt, wird im Rahmen des Katastrophenschutzes verwendet und wird vom Bundesamt für Bevölkerungsschutz und Katastrophenhilfe beschafft und den Ländern zugeordnet, die es wiederum den einzelnen Standorten zuweisen. Das Fahrzeug ist das einzige ABC-Spürfahrzeug, das bundesweit einheitlich beschafft wurde und wird. Es wird von vier Personen bedient (Fahrzeugführer, Fahrer und 1 Messtrupp), verfügt über einen zuschaltbaren Allradantrieb und hat ein zulässiges Gesamtgewicht von 4,0 Tonnen (vor der Aufrüstung 2009 waren es 3,5 Tonnen). Des Weiteren nutzt auch die Analytische Task Force entsprechende CBRN-Erkundungswagen, die vormals zur Unterscheidung ABC-Erkundungskraftwagen 2 der Analytischen Task Force genannt wurden.

### Fachjargon
Neben den obigen offiziellen Bezeichnungen haben sich im Fachjargon und der Umgangssprache weitere, inoffizielle und zum Teil unscharfe Alternativbegriffe für den CBRN-Erkundungswagen etabliert. Zu den häufigsten Bezeichnungen zählen „ABC-Messfahrzeug“ oder „ABC-Erkunder“.

### Geschichte
Erste Versionen eines ABC-Erkunders existierten bereits in den 1970er.
| Beschaffungsantrag-Nummer | Fahrzeugtyp                        | Jahr          | Stückzahl    |
| ------------------------- | ---------------------------------- | ------------- | ------------ |
| 1030                      | VW 181                             | 1972 bis 1977 | 200          |
| 1118                      | VW Kombi L, Typ 253 MC 2           | 1981, 1982    | 286          |
| 1174                      | VW-Kastenwagen, Typ T3 Syncro 16   | 1989          | nur Prototyp |
| 1033                      | VW-Kastenwagen, 70 × 1C Syncro     | 1994          | nur Prototyp |
| 1023                      | Fiat Ducato Maxi L2B, 2.8 i.d. TD  | 1998          | 371          |
| unbekannt                 | Mercedes-Benz Sprinter 519 CDI 4x4 | ab 2025       | 518          |

In der Folge des 11. September 2001, aus Angst vor einem Anschlag mit ABC-Waffen, wurden in der Bundesrepublik 371 Exemplare dieses Fahrzeugtyps beschleunigt ausgeliefert.
Nach einem Brand in einer Fahrzeugunterkunft, dem ein ABC-Erkundungskraftwagen zum Opfer fiel, befinden sich derzeit noch 370 dieser Fahrzeuge in Gebrauch. Diese wurden ab Ende des Jahres 2009 leistungsgesteigert; dies beschränkte sich im Wesentlichen auf die Ausstattung mit technisch aktueller Computer-Hard- und -Software, eine Anpassung des radiologischen Messsystems an die neuen Messgrößen im Strahlenschutz und eine veränderte Führung der Probenahmeleitungen sowie ein erweitertes Set zur Entnahme von Proben. Außerdem sollen ab 2014 weitere 134 Exemplare mit einem gesteigerten Leistungsumfang beschafft werden; im Zuge dieser Beschaffung stehen auch eine Neubewertung der einzelnen Standorte und gegebenenfalls eine Verlegung von Fahrzeugen an andere Standorte an. Das Beschaffungsamt des BMI hat im März 2023 die Lieferung von neuen CBRN-Erkundungswagen (chemische, biologische, radioaktive oder nukleare Gefahren) für den Zivil- und Katastrophenschutz beauftragt, um die vorhandene Flotte zu ergänzen und veraltete Fahrzeuge zu ersetzen.

### Aufgaben
Aufgaben des CBRN-Erkundungswagens sind:
- Detektion von radiologischen und chemischen Kontaminationen
- Identifikation einzelner chemischer Gefahr- und Kampfstoffe
- Kontaminationsbelastung mit radioaktiven Stoffen messen.
- Kennzeichnen kontaminierter Gebiete
- Unterstützung anderer ABC-Dienstkomponenten des Katastrophenschutzes
- Probenahme (Luft-, Boden- und Bewuchs- sowie Wasserproben).

Vornehmliche Taktik im Fahr-Betrieb ist das so genannte Grenzmessen, d. h., es wird mit dem Fahrzeug solang in die Richtung des Einsatzorts gefahren, bis die Gefahrenschwelle erreicht wird. Danach wird gewendet und eine neue Zugangsmöglichkeit zum Einsatzort gesucht. Somit kann der kontaminierte Bereich eingegrenzt werden. Das direkte Einfahren in den Gefahrenbereich (z. B. möglich mit Spürpanzer) ist aufgrund des fehlenden Insassenschutzes gegen ABC-Stoffe nur einmalig möglich (siehe auch Abschnitt Technik), da danach eine aufwendige Dekontamination des gesamten Fahrzeugs und der Ausrüstung vonnöten wäre.
Werden die Messgeräte abgesetzt (d. h. außerhalb des Fahrzeugs) betrieben, können vom Messtrupp unter entsprechender Schutzkleidung (z. B. Chemikalienschutzanzug) örtliche Gefahrenquellen wie zum Beispiel Leckagen gesucht werden.

### Ausrückeordnungen
Der CBRN-Erkundungswagen rückt entweder in der ABC-Abwehrkomponente des Katastrophenschutzes oder in eigener Zuständigkeit der (Kreis-)Feuerwehr aus. Im Katastrophenschutzeinsatz rückt er, je nach Lage, mit mehreren weiteren CBRN-Erkundungswagen und/oder mit Fahrzeugen, die ebenfalls für die Abwehr von Gefahrstoffen genutzt werden (beispielsweise Gerätewagen Gefahrgut und Gerätewagen Dekontamination Personal), aus. Oftmals sind diese Fahrzeuge zu Gefahrstoffzügen oder ABC-Zügen zusammengeschlossen.
Im Einsatz in Feuerwehrzuständigkeit rückt das Fahrzeug alleine oder als Teil einer Bereitschaft, z. B. Umweltbereitschaft, aus; in diesem Fall wird auch nach feuerwehrtaktischen Grundsätzen vorgegangen und nicht nach denen des Katastrophenschutzes. Auch im Zusammenhang mit der Analytischen Task Force wird auf den CBRN-Erkundungswagen als Messfahrzeug zurückgegriffen. Das heißt beispielsweise, dass im Feuerwehreinsatz – im Gegensatz zum Katastrophenschutzeinsatz – zum Einsatz unter Atemschutz zusätzliches Personal zum Bereitstellen eines Sicherheitstrupps benötigt wird.

### Technik

#### Normung
Das Fahrzeug ist nicht DIN-genormt, es gibt jedoch ein Pflichtenheft mit Beladeplan vom Bundesamt für Bevölkerungsschutz und Katastrophenhilfe.

#### Technischer Aufbau
Die ABC-Erkundungskraftwagen (Version von 1998) wurden bisher auf dem Modell Fiat Ducato Maxi L2B, 2.8 i.d. TD mit Allradantrieb produziert. Aus Kostengründen wurde darauf verzichtet, die Innenräume dieser Fahrzeuge vor chemischen, biologischen und radioaktiven Kampfstoffen zu schützen, sodass die Besatzung geeignete Schutzkleidung tragen muss.

#### Beladung
Auf dem Einsatzfahrzeug befindet sich umfangreiche Ausrüstung zum Aufspüren und Analysieren atomarer und chemischer Kampfstoffe sowie toxischer Industriechemikalien. Darüber hinaus führt der CBRN-Erkundungswagen ein Probenahmeset mit, mit dem die Besatzung radiologische, biologische und chemische Proben nehmen kann; hierbei ist es möglich, sowohl feste, flüssige als auch gasförmige Proben zu nehmen. Da Geräte zur schnellen und zuverlässigen Detektion von biologischen Kampfstoffen zum Zeitpunkt der Festlegung des Konstruktionsstandes nicht kommerziell verfügbar waren, verfügt der CBRN-Erkundungswagen hierüber nicht. Alle Messgeräte können während der Fahrt (mit einer Geschwindigkeit von maximal 20 km/h) sowie auch unabhängig vom Fahrzeug, also abgesetzt, betrieben werden.
Auszug aus der Beladeliste
| Teil                                | Anzahl |
| ----------------------------------- | ------ |
| Photoionisationsdetektor            | 1      |
| Ionen-Mobilitäts-Spektrometer       | 1      |
| Gasspürpumpe                        | 2      |
| Chemikalienschutzanzüge             | 2      |
| Dosisleistungsmessgerät             | 1      |
| Dosisleistungswarner                | 1      |
| Stabdosimeter                       | 4      |
| Personendosimeter                   | 4      |
| Radiologisches Messgerät FH 40 G    | 1      |
| Radiologischer Messerweiterungssatz | 1      |
| NBR-Sonde                           | 1      |
| Navigationssystem (GPS) NAV 846     | 1      |
| Pressluftatmer                      | 2      |
| Atemluftflasche                     | 4      |
| Kontaminationsnachweisgerät         | 1      |

#### Durchführung von Einsatzübungen
Realistische Einsatzübungen mit dem ABC-Erkundungskraftwagen sind nur eingeschränkt möglich, weil die großflächigen Kontaminationen, die durch das Fahrzeug erkundet werden können, kaum ohne Gefahren für die Bevölkerung, die Einsatzkräfte und die Umwelt dargestellt werden können. Für realitätsnahe Übungen gibt es Computersimulationen, die Messwerte bei angenommenen Kontaminationen auf dem im Fahrzeug vorhandenen Bildschirm darstellen.

## Gerätewagen Messtechnik

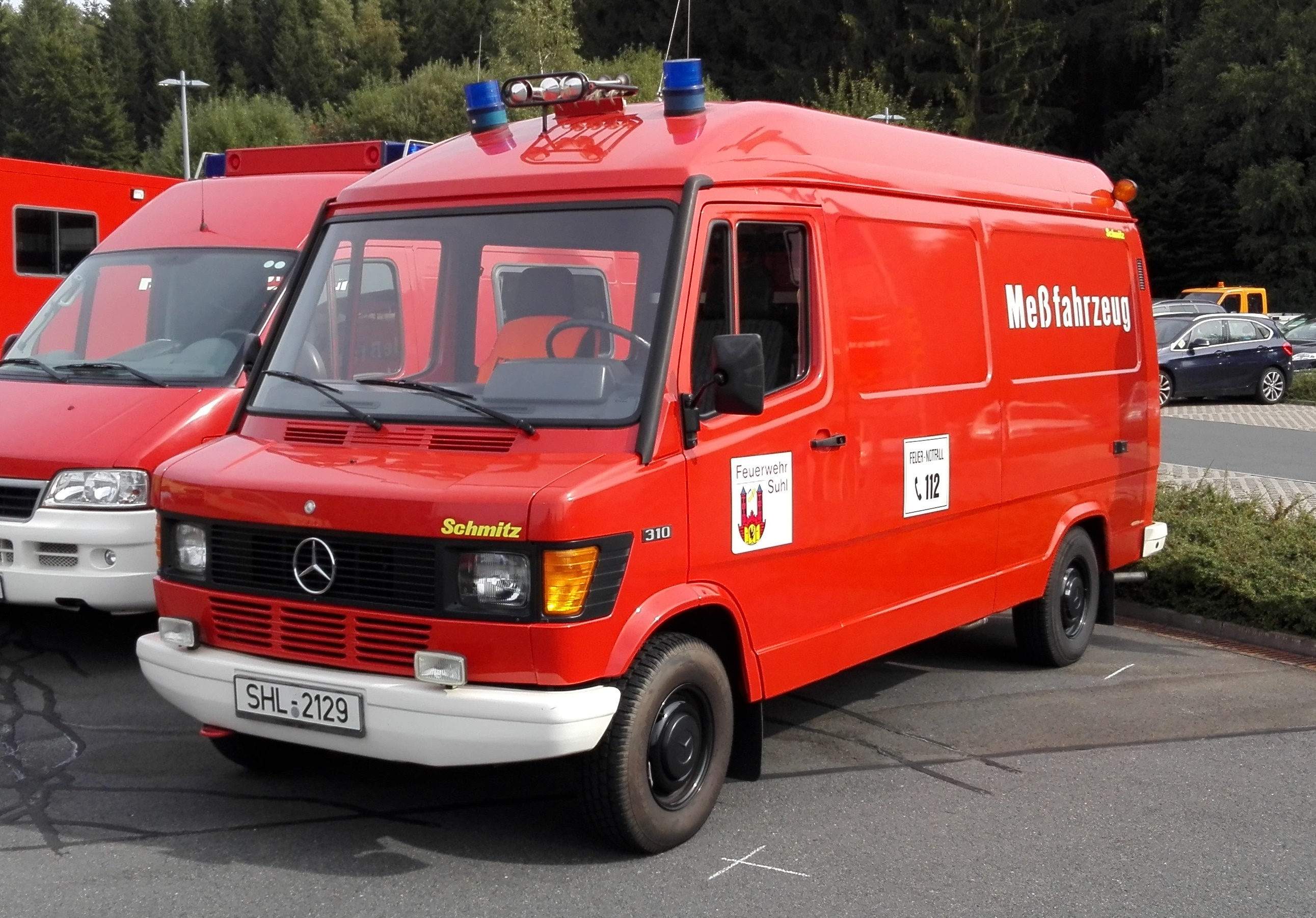
Gerätewagen Messtechnik der Feuerwehr Suhl

Zum Transport einer umfangreichen Ausrüstung zum Messen und Spüren wurde eine verwandte Fahrzeuggattung entwickelt. Diese nennt sich Gerätewagen Messtechnik (in der Regel GW-Mess abgekürzt). Zu den Aufgaben gehören unter anderem:
- Bereitstellung umfangreicher Messausrüstung,
- Aufspüren und Bestimmen atomarer, biologischer und chemischer Kampf- und Gefahrstoffe,
- Kennzeichnen kontaminierter Gebiete.

Die Fahrzeuge werden meist in Form von Lieferwagen oder Klein-Lastkraftwagen gebaut und führen auch adäquate Schutzkleidung mit. Sie sind nicht durch das Deutsche Institut für Normung genormt. Allerdings haben einige Bundesländer spezielle, genormte Varianten vom Gerätewagen Messtechnik entwickelt. Dazu zählen beispielsweise die GW-Mess des Landes Rheinland-Pfalz und die in den 1990er Jahren beschafften GW-Meß des Landes Thüringen. In Rheinland-Pfalz wurden entsprechende, vergleichbare Fahrzeuge früher offenbar auch als Messtruppfahrzeug-Gefahrgut (kurz: Mef-G) beschafft.

## Gerätewagen Strahlenspürtrupp
Diese Strahlenspürtruppfahrzeuge (GW-StrSpTr) sind eine Entwicklung des Landes Hessen für Einsätze im Strahlenschutz und insbesondere im Zusammenhang mit dem AKW Biblis. Diese Fahrzeuge sind in jedem Landkreis in Hessen stationiert und werden durch die GABC-Messgruppen der Landkreise besetzt. Hauptaufgabe ist die Überwachung der Umgebung nach einem Störfall auf radioaktive Kontamination sowie der Strahlenschutz. Zwar verfügen die GW-StrSpTr landesseitig nur über Ausrüstung für den Strahlenschutzeinsatz, jedoch wird diese meist durch die GABC-Messgruppen um weitere Messgeräte und Ausrüstung für den Gefahrguteinsatz ergänzt. Daher können diese Fahrzeuge dann als eine Sonderform des oben beschriebenen Gerätewagens Messtechnik betrachtet werden, die nur in Hessen genormt sind. Derzeit gibt es 29 Fahrzeuge in den Landkreisen und kreisfreien Städten sowie ein Fahrzeug an der Hessischen Landesfeuerwehrschule in Kassel.

## Messleitfahrzeug / Messleitwagen
Der Messleitwagen (kurz: MLW) ist ein grundsätzlich nicht genormtes Feuerwehrfahrzeug zum Aufspüren und Bestimmen von gefährlichen Stoffen. Die Beladung (u. a. Messgeräte, Führungsunterlagen, Funk, Navigationsmittel, Erste-Hilfe-Ausrüstung) des Fahrzeuges hängen vom jeweiligen Standort ab. Entspricht das Fahrzeug der DIN-Norm für Einsatzleitwagen, wird es auch mancherorts Einsatzleitwagen-ABC (ELW-ABC) genannt. Das Bundesamt für Bevölkerungsschutz und Katastrophenhilfe plant Fahrzeuge des Typs CBRN-Messleitkomponente (CBRN MLK), vormals Messleitfahrzeug genannt, im Rahmen der standardisierten Ergänzungszuweisungen für CBRN-Lagen. Messleitwagen werden meist in Form von Kleinbussen oder Lieferwagen realisiert, was sie besonders schnell macht. So können sie oft schon vor dem Eintreffen des Gefahrstoffzuges die Lage erkunden. Der Messleitwagen rückt im Rahmen des ABC-Dienstes aus und ist das Führungsfahrzeug. Von ihm aus koordiniert der Zugführer den Einsatz des Gefahrstoffzuges oder des ABC-Zuges. Die Aufgaben von Messleitwagen umfassen folglich:
- Aufspüren und Bestimmen atomarer, biologischer und chemischer Kampf- und Gefahrstoffe,
- Kennzeichnen kontaminierter Gebiete,
- Führen von CBRN-Erkundungswagen und ABC-Einheiten, mancherorts auch Gefahrgutzügen,
- Information der Bevölkerung mittels Sprechanlage.